# برانزویک، ورمونت
برانزویک (به انگلیسی: Brunswick) یک منطقهٔ مسکونی در ایالات متحده آمریکا است که در شهرستان اسکس، ورمانت واقع شده‌است.
 برانزویک ۶۷٫۳ کیلومتر مربع مساحت و ۱۱۲ نفر جمعیت دارد و ۳۱۴ متر بالاتر از سطح دریا واقع شده‌است.